# Violet Molitor

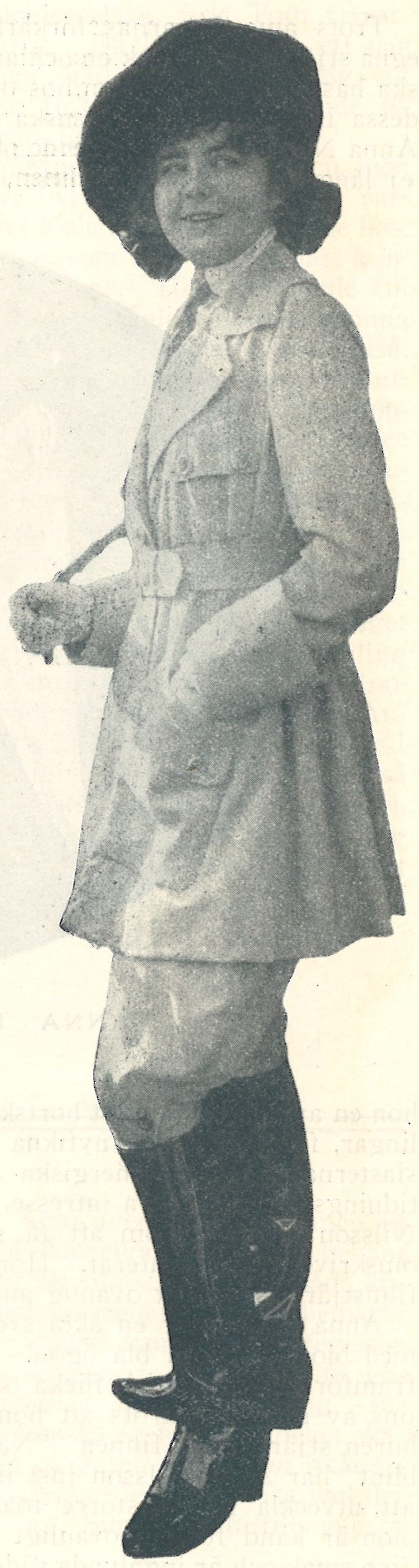
Violet Molitor kostymerad för sin roll i debutfilmen Surrogatet.

Violet Molitor, egentligen Märta Viola Husberg, född Karlsson 19 augusti 1899 i Kungsholms församling i Stockholm, död 9 januari 1996 i Oscars församling i Stockholm, var en svensk skådespelare.

## Biografi
Violet Molitor var dotter till möbelhandlaren Carl Gustaf Carlsson (1873–1961) och hans maka Anna Elisabet Andersson. Molitor var hennes farmors efternamn som ogift. Det var aldrig hennes folkbokförda efternamn. Inte heller förnamnet Violet, som hon använde genom hela livet, var officiellt.
Molitor synes ha scendebuterat i januari 1918 i en "kabaretvarieté" på Mosebacketeatern där hon dels framträdde som solodansös, dels som vissångerska. Det var under engagemanget på Mosebacke som hon hösten 1918 uppmärksammades av regissören Einar Bruun, vilken, efter att ha samrått med sin regissörskollega John W. Brunius, lockade den ännu omyndiga Molitor till ett treårskontrakt hos Skandiafilm.
Av den samtida kritiken mottogs Molitors insatser på vita duken välvilligt. Svenska Dagbladet skrev i sin recension av Surrogatet (1919; regisserad av Bruun) om "den lilla nya stjärnan Violet Molitor, som nog blir bra när hon blir varm i kläderna. 'Stjärna' är hon inte än, men förutsättningar tycks finnas." Om hennes insats som såväl Gösta Ekmans som Nils Asthers kärleksintresse i Guyrkovicsarna (1920; regisserad av Brunius) skrev samma tidning att "överstens Jutka har fått en god framställarinna i Violet Molitor, som icke fjantar och gör sig till utan spelar en söt och bortskämd tösunge fullt naturligt". Recensionerna och det treåriga kontraktet till trots kom Molitors svenska filmkarriär dock att inskränka sig till endast dessa två filmer. Senare gjorde hon dock även en i Norge inspelad dansk film med det populära komikerparet Fyrtornet och Släpvagnen.
Molitor återvände även, i vart fall tillfälligt, till scenen då hon medverkade i Svasse Bergqvists sommarrevy Tur och retur på Mosebacke 1920. Här ansåg en recensent dock att "Violet Molitors stämma räckte inte till" i förhållande till lokalens storlek. Senare samma år sågs hon även i ensemblen på Cabaret Läderlappen.
Molitor förlovade sig i februari 1920 med ingenjören Carl E Lundin. Förlovningen tycks dock aldrig ha följts av något äktenskap, och i stället gifte sig Molitor senare med Knut Husberg (1873–1928), direktör för Göteborgsbiografen Cosmorama, med vilken hon fick dottern Marguerite Husberg (1925–2016), som blev barnboksförfattare och illustratör.
Violet Molitor är begravd på Norra begravningsplatsen utanför Stockholm.

## Filmografi
Enligt Svensk Filmdatabas och Den danske filmdatabase:
- 1919 – Surrogatet – Violet, cigarrflicka i tobaksaffären 155:an
- 1920 – Gyurkovicsarna – Jutka Brenóczy
- 1923 – Skämt, skidor och skälmungar (dansk originaltitel: Vore venners vinter) – Ellen, fabrikantens dotter